# 朴萬福
朴 萬福（パク・マンボク、ぼく・まんぼく、ハングル表記:박만복、ラテン翻記:Park Man-bok、1936年12月12日 - 2019年9月26日）は、大韓民国のバレーボール指導者である。元ペルー女子代表監督。

## 来歴
日韓併合時代の京城府（現ソウル特別市）出身。1974年にペルーバレーボール協会の招聘により、加藤明監督の下でコーチに就任した。同年10月にグアダラハラで開催された世界選手権では8位に食い込んだ。
1981年にメキシコシティで開催されたジュニア世界選手権では監督として準優勝を果たした。1982年に加藤が急死すると朴は監督に昇格し、同年10月に自国開催となった世界選手権では銀メダルを獲得。凱旋帰国となった1988年のソウルオリンピックでも準優勝に導いた。ペルー女子代表は偉大な足跡を残し、朴の教え子らにはデニセ・ファハルド、セシリア・タイト、ガブリエラ・ペレス、セナイダ・ウリベ、ナタリア・マラガらがいる。
1994年から4シーズンに渡り、日本のVリーグイトーヨーカドー・プリオールの監督・総監督を務めた。1999年からはペルー代表監督に復帰した。
2016年7月、朴は大韓民国出身者初となるバレーボール殿堂入りの栄誉に浴した。ペルー女子代表関係者としては、セシリア・タイト（2005年）、ガブリエラ・ペレス（2010年）に続き3人目の殿堂入りとなった。
2019年9月26日、ペルー・リマに於いて亡くなった。82歳没

## 指導者歴
- ペルー女子代表 コーチ（1974-1982年）、監督（1982-1994年、1999-2003年）
- イトーヨーカドー・プリオール 監督・総監督（1994-1999年）

## 戦績
本節では、朴がコーチ、監督として率いたペルー代表の戦績を記す。
- 1974年 - 世界選手権 8位
- 1977年 - 南米選手権 金メダル
- 1978年 - 世界選手権 10位
- 1979年 - パンアメリカン競技大会 銀メダル
- 1980年 - モスクワオリンピック 6位
- 1981年 - 南米選手権 銀メダル
- 1981年 - ジュニア世界選手権 銀メダル
- 1982年 - 世界選手権 銀メダル
- 1983年 - パンアメリカン競技大会 銅メダル
- 1983年 - 南米選手権 金メダル
- 1984年 - ロサンゼルスオリンピック 4位
- 1985年 - 南米選手権 金メダル
- 1985年 - ワールドカップ 5位
- 1986年 - 世界選手権 銅メダル
- 1987年 - パンアメリカン競技大会 銀メダル
- 1987年 - 南米選手権 金メダル
- 1988年 - ソウルオリンピック 銀メダル
- 1989年 - 南米選手権 金メダル
- 1989年 - ワールドカップ 5位
- 1990年 - 世界選手権 6位
- 1991年 - パンアメリカン競技大会 金メダル
- 1991年 - 南米選手権 銀メダル
- 1991年 - ワールドカップ 5位
- 1993年 - 南米選手権 金メダル
- 1999年 - 南米選手権 銅メダル
- 1999年 - ワールドカップ 10位
- 2000年 - シドニーオリンピック 12位
- 2003年 - 南米選手権 銅メダル